# Щепак Олександр Гордійович
Олександр Гордійович Щепак (20 квітня 1948, Мельники, Чорнобаївський район, Черкаська область) — колишній перший секретар Чорнобаївського райкому, директор районного музею С. С. Гулака-Артемовського.

## Біографія
Народився 20 квітня 1948 року в с. Мельники Чорнобаївського району. Там же закінчив середню школу. Працював робітником Черкаського рафінадного заводу та на різних роботах у колгоспі «Зоря комунізму». У 1967—1969 роках служив в армії. Демобілізувавшись працював у колгоспі інструктором по спорту. Потім став студентом Київського інженерно-будівельного інституту, після закінчення якого у 1976 році отримав диплом інженера-будівельника зі спеціальності «Промислове та цивільне будівництво». Працював майстром будівельної дільниці Іркліївського міжколгоспбуду, заступником голови колгоспу в с. Мельники.
З 1979 року працював інструктором, а потім завідувачем оргвідділу Чорнобаївського райкому Комуністичної партії. Закінчив вищу партійну школу. Працював другим секретарем Чорнобаївського райкому. З квітня 1987 року — перший секретар Городищенського райкому партії. Незадовго перед проголошенням незалежності України у 1991 році подав у відставку.
У 1991 році він створював і потім чотири роки був директором Городищенського районного центру зайнятості. Потім попрацював референтом-перекладачем Хлистунівського щебзаводу, був заступником генерального директора однієї виробничо-торговельної кампанії. Був власником фірм «Блок» і «Деревообробник».
З 1990-х років бере активну участь, а станом на 2018 рік є координатором програм українсько-німецького товариства, зокрема з містечком Юльзен у графстві Бентхайм (Нижня Саксонія). У рамках співпраці з депутатом Бундестагу Яном Остергетелом, активістом німецько-українського товариства Альбертом Цеггером Городище отримувало гуманітарну допомогу, на стажування до Німеччини їздили молоді спеціалісти з району — навчатися бізнесу та фермерству, відбувалися обміни учнівськими делегаціями, художні колективи відвідували Німеччину.
За ініціативи Олександра Щепака і тодішнього начальника відділу культури Миколи Ковальчука 2 березня 2000 року демонтували пам'ятника Леніну, заодно перейменувавши і площу та вулицю Леніна на Миру.
Із квітня 2008 по грудень 2011 року працював директором організаційно-методичного центру охорони культурної спадщини і розвитку туризму районного відділу культури. З червня 2012 року по 2017 рік Олександр Щепак працював на посаді директора районного музею С. С. Гулака-Артемовського.